# Pământeni
| Bălții Noi Berestecico Centru Dacia Jubiliar Microraionul III Molodova Pământeni Slobozia Soroca Teioasa Țigănia Cartiere din Bălți |

Pământeni este, conform Planului Urbanistic, unul din cele trei sectoare planimetrice din municipiul Bălți.  De regulă, termenul Pământeni este utilizat de populație pentru a desemna doar partea veche a sectorului, denumită cartierul Pământeni. Sectorul include două formațiuni locuibile – Pământeni-I și Pământeni-II (Dacia) și una industrială - limitrofă str. Victoria. teritoriul sectorului este delimitat din partea de sud – de către calea ferată, din partea de est – de către râul Răut, din partea nord-vest – de frontira administrativă a orașului.

## Istorie
Pe teritoriul Pământenilor arheologii au descoperit o vatră din epoca bronzului. Materialele colectate aici arată că așezarea datează din prima jumtate a sec. IV î. Hr.

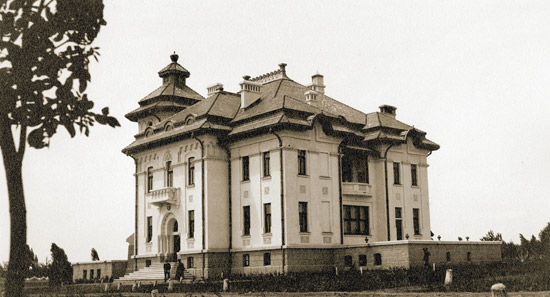
Episcopia Hotinului în perioada interbelică

Cartierul Pământeni a început să se dezvolte în perioada interbelică. În 1923, profitând de faptul că Primăria orașului Bălți cedează în urma cererii repetate a Episcopului Hotinului Visarion Puiu, o porțiune de teren în nord-vestul orașului, dincolo de Gara Pământeni, pentru zidirea Palatul de Reședință a episcopului, locuitorii cer și obțin din partea aceleași Primării, terenul întregului platou dintre reședință și gară . Reședința episcopului Visarion Puiu este una din cele mai strălucite opere de arhitectură în spiritul stilului neoromânesc, utilizând detalii de origine brâncovenească și un joc al învelitorilor înalte din țiglă verde smălțuită . 
În scurtă vreme, pe aceste teren apare un cartier nou și curat. Aflându-se pe o înălțime și în bună parte pavat și iluminat, cu străzi aranjate în plan patrulater, se deosebește radical de vatra veche a orașului cu străzi radiare . 
În anii 50 - 60 sectorul își mărește suprafața construindu-se cvartalele 5, 6 și 7. Noile clădiri reprezintă blocuri de 5 etaje. Sectorul se lărgește spre vest, construindu-se cartierul Jubiliar, și spre nord - unde se edifică cartierul Dacia. Pe vechea vatră a Pământenilor, în prezent, se găsesc case particulare de 1 - 2 etaje.

## Social
Populației sectorului constituie circa 62,4 mii locuitori (inclusiv carierul Dacia). În limitele Pământenilor se află Stația ecologică, sediul Biroului de Statistică Națională filiala Bălți, iar în sud și veste întreprinderi industriale Basarabia Nord, Barza Albă, Incomlac etc.